# مدرسة الحزب الشيوعي الصيني المركزية
مدرسة اللجنة المركزية للحزب الشيوعي الصيني في بكين، والمعروفة أيضًا باسم مدرسة الحزب المركزية، هي مؤسسة للتعليم العالي تقوم على وجه التحديد بتدريب كوادر الحزب الشيوعي الصيني. اعتبارًا من عام 2012، كان لديها حوالي 1600 طالب. الرئيس الحالي للمدرسة هو تشين شي، عضو المكتب السياسي للحزب الشيوعي الصيني.

## التاريخ
تأسست مدرسة الحزب باعتبارها مدرسة ماركس الشيوعية التابعة للجنة المركزية للحزب الشيوعي الصيني في رويجين، جيانغشي في عام 1933. انهارت عندما غادر الجيش الأحمر في المسيرة الطويلة وتم إحياؤه مرة أخرى بمجرد وصول قيادة الحزب الشيوعي الصيني واستقرت المدرسة في شنشي، شمال غرب الصين، في شتاء عام 1936. ثم تم تغيير اسمها إلى مدرسة الحزب المركزية. تم تعليق المدرسة في عام 1947 عندما انسحب الحزب الشيوعي الصيني من يانان. أعيد افتتاحه في عام 1948 في قرية في مقاطعة بينغشان بمقاطعة هيبي، قبل أن يتم نقله إلى بكين بعد أن استولى الشيوعيون على المدينة في عام 1949.
في عام 1955 أعيد تنظيم المدرسة بحيث أصبحت مباشرة تحت سلطة اللجنة المركزية للحزب الشيوعي الصيني. ثم في عام 1966 ألغيت المدرسة خلال الثورة الثقافية، قبل أن يتم إعادة فتحها بشكل فعال في عام 1977. منذ عام 1989، يرأس المدرسة أمين سر الأمانة العامة، وهو في نفس الوقت عضو في اللجنة الدائمة للمكتب السياسي. في الممارسة العملية، يدير الشؤون اليومية للمدرسة نائب الرئيس التنفيذي، الذي يُنظر إليه عمومًا على أنه نفس رتبة وزير في مجلس الوزراء.
يُسمح للمدرسة، اعتبارًا من عام 2012، بمنح درجات الماجستير في 14 مجالًا دراسيًا ودرجات الدكتوراه في ثمانية مجالات.

## الموقع
موقع المدرسة الآن في حي هايديان، بكين. بالقرب من حديقة يوانمينغيوان والقصر الصيفي.

## المنشورات
تنشر مدرسة الحزب المركزية مجلة الدراسات، والتي تقدم شرحًا للعلاقات بين توجيهات اللجنة المركزية والنظرية السياسية الأساسية.